# Michael Böhler
Michael Johannes Böhler (* 1940), heimatberechtigt in Buch SH, ist ein Schweizer Literaturwissenschaftler. Er war von 1979 bis 2004 Professor an der Universität Zürich.

## Leben
Nach der Maturität Typus A 1960 an der Kantonsschule Schaffhausen studierte Böhler von 1960 bis 1966 Germanistik, Philosophie, Griechisch und Soziologie an der Universität Zürich. In dieser Zeit war er aktiv in der Studentenpolitik. Er war Präsident des Kleinen Studentenrates und Delegierter des Verbandes Schweizerischer Studentenschaften in der Nationalen Schweizerischen UNESCO-Kommission. 1967 wurde er bei Emil Staiger mit einer Dissertation über Adalbert Stifter promoviert. Von 1968 bis 1974 war er Assistant Professor an der Binghamton University in New York (USA). 1974 wurde er zum Associate Professor befördert.
Böhler kehrte jedoch in die Schweiz zurück und war von 1974 bis 1978 Rektor des Literargymnasiums Bern-Neufeld. Im Schuljahr 1977/78 war er zudem Präsident der Rektorenkonferenz der Agglomeration Bern. 1975 habilitierte er sich in Neuerer Deutscher Literaturwissenschaft an der Universität Zürich. 1976 habilitierte er sich an die Universität Bern um.
1978 erhielt er gleichzeitig zwei Rufe: an die Ohio State University und an die Universität Zürich. Er unterrichtete während eines Semesters als Gastprofessor an der Ohio State University (1978/79) und war dann von 1979 bis 2004 während 25 Jahren Professor in Zürich. Bis 1986 war er ausserordentlicher, danach ordentlicher Professor. Während dieser Zeit nahm er auch Gastprofessuren in Lausanne (1983), Genf (1988), St. Louis Missouri (1989) und Stanford (1992/93) wahr. Nach seiner Emeritierung war er 2007 während eines Semesters Gastdozent an der Universität Bern.
Böhler nahm neben seiner Professur zahlreiche Ämter wahr und gehörte zahlreichen Gremien an. Unter anderem war er von 1984 bis 1992 Mitglied des Nationalen Forschungsrates des Schweizerischen Nationalfonds und von 1989 bis 1996 Co-Leiter und Nationaler Koordinator des Trilateralen Forschungsschwerpunkts «Differenzierung und Integration. Sprache und Literatur deutschsprachiger Länder im Prozess der Modernisierung». Ausserdem war er im Standing Committee for the Humanities der European Science Foundation tätig (1990–2000). Von 2000 bis 2008 war Mitglied des Ausschusses der Deutschen Schillergesellschaft und des Deutschen Literaturarchivs Marbach und von 2009 bis 2015 Chairman des International Advisory Board am Institut für Kulturwissenschaften und Theatergeschichte in Wien.
Böhler ist mit der Fotografin Yvonne Böhler verheiratet. Er wuchs in Thayngen auf, im selben Dorf wie der Schriftsteller Markus Werner, mit dem er während vielen Jahren befreundet war und bei dessen Begräbnis er eine Rede hielt.
Zu den Literaturwissenschaftlern, die bei Böhler promoviert haben, gehören Yahya Elsaghe und Corina Caduff.

## Forschung
Böhler hat die deutschsprachige Literatur und Ästhetik des 18. und 19. Jahrhunderts erforscht. Besonders hat er sich mit Johann Wolfgang Goethe, Friedrich Schiller, Gottfried Keller und Adalbert Stifter auseinandergesetzt. Ausserdem hat er Studien zur Theorie der Komik und des Witzes sowie zur Frage der Wertung und das Kanons in der Literatur verfasst. Zur Frage des Kanons hat er auch quantitative Erhebungen in Schweizer Schulen durchgeführt. Er ist ein Spezialist für die deutschsprachige Schweizer Literatur und hat sich in diesem Zusammenhang vor allem mit Fragen der Kulturtopographie, der Mehrsprachigkeit und Interkulturalität der Literatur beschäftigt. Bereits sehr früh hat er sich auch mit Internetliteratur (z. B. Hyperfiction) und der Poetik und Ästhetik von Computerspielen befasst.

## Schriften (Auswahl)

### Monographien
- Formen und Wandlungen des Schönen. Untersuchungen zum Schönheitsbegriff Adalbert Stifters. Lang, Bern 1967.
- Soziale Rolle und ästhetische Vermittlung. Studien zur Literatursoziologie von A. G. Baumgarten bis F. Schiller. Lang, Bern 1975, ISBN 3-261-01476-8.

### Herausgeberschaft
- mit Beat Suter: Hyperfictions. Hyperliterarisches Lesebuch: Internet und Literatur. Stroemfeld, Frankfurt am Main / Basel 1999.
- mit Hans Otto Horch: Kulturtopographie deutschsprachiger Literaturen. Perspektivierungen im Spannungsfeld von Integration und Differenz. Niemeyer, Tübingen 2002.

### Edition
- Wilhelm von Humboldt: Schriften zur Sprache (= Reclams Universal-Bibliothek. Nr. 6922). Nachdruck der bibliographisch ergänzten Ausgabe. Reclam, Stuttgart 2014, ISBN 978-3-15-006922-6.
- Johann Wolfgang Goethe: Schriften zur Naturwissenschaft. Hrsg. mit Nachwort, Anmerkungen und Auswahlbibliographie. Reclam, Stuttgart 1977, ISBN 978-3-15009866-0.
- mit Yahya Elsaghe: Gottfried Keller: Die Leute von Seldwyla. Teil I und II. Mit Erläuterungen und Nachwort. Birkhäuser, Basel 1990, ISBN 978-3-0348-6495-4.

### Aufsätze (Auswahl)
- Die Bedeutung Schillers für Hegels Ästhetik. In: Publications of the Modern Language Association of America (PMLA). Nr. 87, 1972, S. 182–191.
- Die verborgene Tendenz des Witzes. Zur Soziodynamik des Komischen. In: Deutsche Vierteljahrsschrift für Literaturwissenschaft und Geistesgeschichte. Nr. 55, 1981, S. 351–378.
- Deutsche Literatur im kulturellen Spannungsfeld von Eigenem und Fremdem in der Schweiz. In: Alois Wierlacher (Hrsg.): Das Fremde und das Eigene. Prolegomena zu einer interkulturellen Germanistik. München 1985, S. 234–261.
- Der Lektürekanon in der deutschsprachigen Schweiz. Eine Problemskizze. In: Detlef C. Kochan (Hrsg.): Literaturdidaktik - Lektürekanon - Literaturunterricht. Rodopi, Amsterdam 1990, S. 9–63.
- Nationalisierungsprozesse von Literatur im deutschsprachigen Raum: Verwerfungen und Brüche - vom Rande betrachtet. In: Martin Huber, Gerhard Lauer (Hrsg.): Bildung und Konfession. Politik, Religion und literarische Identitätsbildung 1850–1918. Niemeyer, Tübingen 1996 (= Studien und Texte zur Sozialgeschichte der Literatur, Bd. 59), S. 21–38.
- Eindimensionale Literatur - Zur Raumlosigkeit der Sozialgeschichte. In: Martin Huber, Gerhard Lauer (Hrsg.): Nach der Sozialgeschichte. Konzepte für eine Literaturwissenschaft zwischen Historischer Anthropologie, Kulturgeschichte und Medientheorie. Niemeyer, Tübingen 2000, S. 129–153.
- Vom Umgang der Literaturwissenschaft mit kulturtopographischen Aspekten der deutschsprachigen Literatur. In: Michael Böhler, Hans Otto Horch (Hrsg.): Kulturtopographie deutschsprachiger Literaturen. Perspektivierungen im Spannungsfeld von Integration und Differenz. Niemeyer, Tübingen 2002, S. 1–38.